# Kumandinci
Kumandinci, poznati još kao Kumandi i Kumanda, turkijski su starosedelački narod Centralne Azije. Njihovo prebivalište je pre svega vezano za Altajsku republiku Ruske Federacije. Na popisima stanovništva iz sovjetskog perioda Kumandinci nisu priznavani kao poseban narod, već su tretirani kao podgrupa Altajaca. Tek od 2002. godine Kumandinci su u Ruskoj Federaciji priznati kao poseban narod.

## Populacija
Po prvom popisu iz 1926. godine 6.335 Kumandinaca je živelo na teritoriji Rusije. Na popisu 2010, njihov broj je bio samo 2.892. Na popisu iz 1926. godine su verovatno prebrojani kao Kumandinci srodni narodi tadašnje Rusije. Neki Kumandinci, koji su živeli na obalama reke Bije, od reke Ku nizvodno, skoro do grada Bijska i nižim delovima reke Katun, stopili su se do 1969. sa etničkim Rusima.

## Istorija
Omeljan Pricak tvrdio je da je kuman- u imenu Kumandinaca ima identično značenje kao i imena data drugim Turkijskim narodima, kao što su Kipčak i Polovec (slovenski termin za Kumane).
Međutim, seoci (klanovi) Kumandinaca, imaju različite mitove o poreklu. L. Potapov predložio je teoriju po kojoj su Kumandinci prvobitno bili federacija naroda sa različitim istorijskim pozadinama: nomadi i stočari stepskih pašnjaka (Kumani), lovci tajge (Čuvaši), pastiri koji su čuvali krda irvasa (Nenci) i ribari (Tatari).
"Kumandinci pripadaju Kumansko-Kipčačkoj konfederaciji (Poleveci u ruskim tekstovima, Komansi iz vizantijskih izvora i Folbansi iz nemačkih tekstova) i tokom perioda od 800tih do 1230tih ovi narodi su svoj politički uticaj proširili na region centralnoazijskih stepa od Altaja do Krimskog poluostrva i Dunava. Irtiš sa svojim okolnim stepama (sve ispod jezera Zajsan) je bio region obitavanja i interesa ove konfederacije. Bez sumnje su narodi ove konfederacije preci današnjih Kumandinaca i Teleuta, o čemu svedoči njihov jezik koji je jako sličan jeziku Tobolsko-Irtiških (Sibirskih Tatara) i Barabinskih Tatara, koji svi zajedno spadaju u Kipčačku grupu turkijskih jezika."
Do 17 veka, Kumandinci su živeli pored reke Čariš, blizu ušća sa rekom Ob. Relokacija ovih naroda na Altaj je usledila zbog nevoljnosti naroda da ruskim vlastodršcima plate jasak (danak). N. Aristov je povezao Kumandince i Čelkance – sa starim Turcima, koji su u periodu od 6-8 veka napravili moćnu nomadsku državu u Centralnoj Aziji, nazvanu Gokturka (Drevna Turska).
Potapov je takođe istakao da su Kumandinci antropološki srodni Uralskim narodima i sugerisao na to da su fenotipski više kavkazoidni i manje istočnoazijatski kao što su narodi Altaja. Ovaj subjektivni zaključak se izrodio na osnovu genetičkog istraživanja koje je ukazalo na to da većina muškaraca Kumandinaca pripada podkladusima Zapadne Evroazije, haplogrupama Y hromozoma, kao što su R1b ili N. Međutim, većina ispitanih mitohondrijalnih DNK linija pripada severnoazijskoj haplogrupi C ili D.
Šest seoka(klanova) su identifikovana:
| Kumandijska seočka imena | Predložene ethnolingvističke veze                                                                                      | Period                                | Beleške            |  |
| ------------------------ | --- | ------------------------------------- | ------------------ |  |
|                          | |                                       |                    |  |
| Su (So)                  | verovatno prototurski narodi; plemenska imena slična Su – Sogo, Soko, So i Soki – su sačuvana među Hakasima i Jakutima | pre 4 veka                            | [ 4 ] [ 4 ] [ 13 ] |  |
| Kubandi                  | verovatno deo Kangarske konfederacije ; Kumani                                                                         | 7 vek                                 | [ 14 ]             |  |
| Tastari                  | verovatno deo Kangarske konfederacije, Kumani i/ili Asiji                                                              | 7 vek                                 | [ 15 ]             |  |
| Dijuti (Čuti)            | verovatno Tijeli (deo Gok turaka)                                                                                      | 6 do 8 veka                           | [ 16 ]             |  |
| Čabaš (Čabat)            | verovatno Čuvaši | nepoznato                             | [ 5 ]              |  |
| Ton (Ton-Kubandi)        | verovatno Nenci, Tongdžoan (Altajski narodi) i/ili Tongaci (Tuvanci)                                                   | 12 vek (Skrivena istorija Mongolaca ) |                    |  |

U staroj turskoj legendi zabeleženoj u kineskim Žoušu analima (周書, 636 CE) kaže se da su preci Starih Turaka iz države (ili plemenskog poseda) nazvane „So”, živeli na teritorijama severno od teritorija Huna (koja u ovom slučaju očigledno znači Mongolija).
Ime seoka Ton je objašnjeno kao etnonim koji oslikava njihovu ekonomsku specijalizovanost, jer ta reč znači „irvas” ili „uzgajivači irvasa”. Daleki preci ovog kumandinskog seoka Ton su bili uzgajivači irvasa, opisani u lovačkim legendama i bajkama Kumandinaca, kako muzu irvase (što je povezano sa kumandinskim planinskim duhovima). Legende o uzgajanju i muži irvasa pripadaju udaljenim istorijskim precima jednog dela Kumandinaca, koji pripadaju kumandinskom etnopostanju od južnoneneckih plemena, koji su uzgajali irvase za jahanje, ali takođe koristili u ishrani i za pravljenje odeće.

## Jezik
Kumandinci govore kumandinskim dijalektom severnoaltajskog jezika ili severnoaltajske grupe dijalekata altajskog jezika.

## Videti
- Komi – slično nazvani ali verovatno nepovezani narodi Urala.

## Spoljašnje veze
- Genetička istraživanja na Kumandincima

## Beleške
1. ↑  „Rezultati popisa 2010. u Rusiji, Nacionalni sastav stanovništva”. Архивирано из оригинала (PDF) 21. 08. 2011. г. Приступљено 07. 09. 2017.
2. ↑  Potapov (1969), стр. 21
3. ↑  Pritsak O., "Stammesnamen und Titulaturen der altaischen Volker. Ural-Altaische JahrMcher", Bd. 24, 1952, Sect. 1–2, pp. 49–104
4. 1 2 3  Potapov (1969), стр. 58
5. 1 2  Potapov (1969), стр. 47, 62, 54, 60
6. ↑  Potapov (1969), стр. 59
7. ↑  Potapov (1969), стр. 56–69
8. ↑  Aristov N. A., Notes on ethnic composition of Türkic tribes and nations//Olden Times Alive, 1896, v. 3–4, p. 341
9. ↑  Potapov (1969), стр. 14, 53
10. ↑  Potapov (1969), стр. 19
11. ↑  Dulik, MC; Zhadanov, SI; Osipova, LP; Askapuli, A; Gau, L; Gokcumen, O; Rubinstein, S; Schurr, TG (2012). „Mitochondrial DNA and Y chromosome variation provides evidence for a recent common ancestry between Native Americans and Indigenous Altaians”. Am. J. Hum. Genet. 90: 229—46. PMC 3276666 . PMID 22281367. doi:10.1016/j.ajhg.2011.12.014.
12. ↑  W. Radloff "Aus Sibirien", Bd. 1, p. 212
13. ↑  Pritsak О. "Das Abakan- und Čulymtürkische und das Schorische"//Jean Deny et al. (Hrsg.): Philologiae Turcicae Fundamenta, Wiesbaden, 1959, p. 600
14. 1 2  Potapov (1969), стр. 54
15. 1 2  Potapov (1969), стр. 60
16. ↑  Potapov (1969), стр. 14, 59
17. ↑  N. Aristov je napomenuo: "Plemenski posed So, koji se prostire severno od teritorija Huna, današnja Mongolija, bi trebalo da bude sa severne strane planine Altaj, pošto su južne padine deo teritorija Huna... Odatle, sa dovoljnim stepenom sigurnosti se može zaključiti da su legendarne preteče Turaka potekli iz plemena So koji su živeli na severniom padinama planine Altaj i da je klan So mali podsetnik postojanja ne tako malog plemena u praistoriji." Aristov N.A., Notes on ethnic composition of Türkic tribes and nations//Olden Times Alive, 1896, Vol. 3-4, p. 279
18. ↑  Liu Mau-tsai, "Die chinesischen Nachrichten zur Geschichte der Ost-Türken", vol. 1, pp. 5–6, vol. 2, pp. 489–490, Wiesbaden, 1958
19. ↑  Potapov (1969), стр. 53
20. ↑  Potapov (1969), стр. 60, 61